# Preaek Khsay Kha
Preaek Khsay Kha es una comuna (khum) del distrito de Peam Ro, en la provincia de Prey Veng, Camboya. En marzo de 2008 tenía una población estimada de 11 519 habitantes.
Se encuentra ubicada al sur del país, a escasa distancia de los ríos Mekong y Bassac, y de la frontera con Vietnam.